# VIDIUS studentenunie
VIDIUS studentenunie is een organisatie in Utrecht gericht op studenten en werkzaam als belangenorganisatie, koepel van medezeggenschap en koepel van studentorganisaties. 

## Historie
De vereniging is op 15 juli 2011 ontstaan uit een fusie tussen het OOFU, LinQ en USF Studentenbelangen. Het Overkoepelend Orgaan Faculteitsverenigingen Utrecht, kortweg OOFU, was de koepel van studieverenigingen aan de Universiteit Utrecht. USF Studentenbelangen was de studentenvakbond in Utrecht en was actief aan de Universiteit Utrecht en de Hogeschool Utrecht. USF is opgericht in 1939 en heeft, samen met vakbonden uit andere steden, in 1983 de Landelijke Studentenvakbond opgericht, om ook een stem te hebben in studentenzaken die de lokale politiek overstijgen. De naam VIDIUS staat ook wel voor "Voor Iedereen Die In Utrecht Studeert".

## VIDIUS
VIDIUS staat voor toegang tot een zo goed mogelijk leven als student in Utrecht. Zij zet zich in voor onderwijs- of zelfontplooiingsgerelateerde activiteiten en biedt zowel ondersteuning als trainingen aan. 
Kernwaarden van VIDIUS zijn leren van en door elkaar, kennisdeling, organisatie- en individuele ontwikkeling en zelfontplooiing. 

## Rollen
Belangenorganisatie
Door in gesprek te gaan met organisaties als de gemeente, woningcorporaties en openbaar vervoersbedrijven om knelpunten aan te kaarten en op te lossen. 
Koepel van medezeggenschap
Door de verschillende lagen van medezeggenschap te organiseren, zowel binnen de vereniging als naar buiten toe met de medezeggenschapsorganen van universiteit en hogescholen.
Koepel van studentorganisaties
Door het bieden van informatie aan studentenorganisaties over de situatie in de Utrechtse en landelijke politiek.